# Social Democrats (Ierland)
De Social Democrats is een sociaaldemocratische partij in Ierland die werd opgericht in 2015. De politieke partij wordt sinds 2023 geleid door Holly Cairns.

## Uitgangspunten
De partij kende bij de oprichting een collectief leiderschap, oorspronkelijk een driemanschap: Catharine Murphy, Roísín Shortall en Stephen Donnely. Zij gaven aan te streven naar een sociaaldemocratische partij naar het Scandinavisch model. De partij is pro-EU.

## Verkiezingen

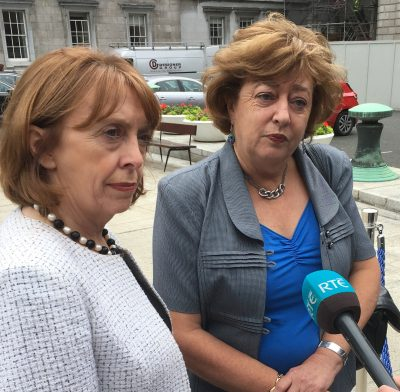
Catharine Murphy en Roísín Shortall

De Social Democrats namen deel aan de verkiezingen voor de Dáil in 2016 waarbij de partij 3 zetels behaalde. Alle drie TD's waren dat al eerder als lid voor Labour of als onafhankelijke kandidaat. Roísín Shortall was voor Labour staatssecretaris in het eerste kabinet van Enda Kenny, maar trad af na onenigheid met haar minister.
Stephen Donnely, een van de drie gekozen TD's, verliet het leiderschap en de partij een half jaar na de verkiezingen. Na een korte periode als onafhankelijk TD besloot hij zich begin 2017 aan te sluiten bij Fianna Fáil. De Social Democrats werden daarna tot 2023 geleid door het overgebleven duo Catharine Murphy en Roísín Shortall. Bij de parlementsverkiezingen van 2020 verdubbelde de partij haar zetels naar een totaal van zes. Een van de nieuwe parlementsleden werd Holly Cairns, die in 2023 verkozen werd tot de nieuwe partijleider. Onder haar leiding behaalden de Social Democrats elf zetels bij de verkiezingen van 2024.
Fine Gael · Labour Party · Fianna Fáil · Green Party · Progressive Democrats · Social Democrats · Sinn Féin